# Ca l'Andreu (Llinars del Vallès)
Ca l'Andreu és una obra amb elements gòtics de Llinars del Vallès (Vallès Oriental) inclosa a l'Inventari del Patrimoni Arquitectònic de Catalunya.

## Descripció
Masia aïllada, de planta rectangular amb un afegit posterior. Els paraments són de còdols de riu i els emmarcaments de carreus. La façana és de composició simètrica, de tres crugies paral·leles i un afegit al costat esquerre. Consta de planta baixa i pis, i està coberta a dues vessants. A la façana hi ha un portal dovellat i al seu damunt una finestra d'arc conopial força deteriorada. Les finestres laterals tenen muntants esculturats de tipus goticitzant però amb llinda plana.

## Història
La casa es degué aixecar o reformar el segle xvi, segons ens indica la tipologia de la construcció, però amb afegits posteriors com la crugia de l'esquerra i altres afegits més actuals fets de maó. En el fogatge del 1553 apareix documentat "n'andreu". Actualment continua la mateixa família com a propietària de la masia.